# Règle d'or (Rockwell)
La Règle d'or (en anglais, Golden Rule) est une peinture à l'huile réalisée par Norman Rockwell en 1961 qui servit d'illustration pour le  périodique The Saturday Evening Post du 1er avril 1961.

## À l'origine:We the people
En 1945, la fin de la Seconde Guerre mondiale laisse les nations ravagées et un monde espérant la paix. À cette fin, l'ONU a été fondée officiellement le 24 octobre 1945 à San Francisco.
Norman Rockwell a eu l'idée de réaliser le tableau We the people en 1952 au plus fort de la guerre de Corée. Son idée était de peindre les Nations unies comme un monde d'espoir pour le futur. Il dessine les membres du Conseil de sécurité des Nations unies et 65 personnes qui représentent les nations du monde « attendant des délégués de mettre de l'ordre dans le monde, pour qu'ils puissent vivre dans la paix et sans peur. » Finalement il abandonne son projet qui restera un dessin au fusain. Il pensait que c'était sans intérêt et prétentieux.

## La Règle d'or

### Description de l’œuvre
Le tableau représente une trentaine de personnes de différentes religions, cultures et ethnies. Les personnages ne se tiennent pas tous au même niveau. Ils sont debout sur une sorte de pente inclinée de façon à mettre les enfants au premier plan. Plus on s'éloigne, plus la distance séparant les différents personnages se resserre. En effet, l'espace est plus grand entre les enfants qu'entre les personnages du dernier plan. On remarque une première ligne de force reliant de haut en bas l'homme noir à lunettes, le vieil homme juif, l'homme blanc et la femme blonde avec un bébé. Tangente à cette première ligne de force, une autre relie de haut en bas la femme en vert, le même vieil homme juif, la femme en tunique blanche avec un bébé, l'adolescent blanc et enfin le petit enfant asiatique tenant un bol. 
On note que chaque enfant du premier plan porte un signe visible de sa religion ou prie. Chaque personnage porte un costume typique de sa communauté et un objet de prière. Ainsi le monde est représenté dans sa globalité tant dans ses différentes cultures que dans ses différentes religions. On peut distinguer le jeune étudiant juif en bas à gauche de la petite chinoise à droite.
Beaucoup de visages du tableau proviennent de Freedom to worship, tableau réalisé en 1943. D'autres ont été réalisés à partir de croquis des voisins de Norman Rockwell à Arlington. Norman Rockwell a affirmé : "J'ai travaillé cinq mois à peindre ce tableau".

### Sujet
La  « règle d'or » désigne une règle morale dont le principe fondamental est énoncé dans pratiquement toutes les grandes religions et cultures dite « éthique de réciprocité » : « traite les autres comme tu voudrais être traité » ou « ne fais pas aux autres ce que tu ne voudrais pas qu'on te fasse ». Cette préoccupation est intimement liée au développement de l’humanité depuis ses origines. Elle s’est enrichie et renouvelée et constitue une source d’inspiration essentielle pour l’approfondissement du concept moderne des droits de l'homme.

### Message de l'auteur
Le sujet traité par Règle d'or en 1961 est précurseur du type de sujet qu'allait bientôt illustrer Norman Rockwell. Après avoir voyagé toute sa vie, il se sentait comme un citoyen du monde. Dans le tableau, Africains et Afro-américains sont particulièrement mis en avant. Le choix résulte du désir du peintre à réaliser des œuvres engagées pour les droits civiques des Noirs américains. Amis avec Eric Erickson et Robert Coles, deux psychiatres qui militaient avec passion pour les droits civiques des Noirs, Norman Rockwell va mettre fin à sa collaboration avec le Post qui lui imposait des restrictions ne voulant pas de sujets controversés. Il a voulu associer à ses grands tableaux une sorte de message universel. Ici le texte écrit en lettres dorées à travers la toile "Do unto others as you would  have them do unto you" (Fais aux autres ce que tu voudrais qu'ils te fassent.), s'inspire de la réflexion qu'il a mené après avoir lu des livres sur la religion comparative. 
Après ce tableau, Norman Rockwell a pris comme thème des sujets d’actualités graves tel que The problem we all live with (1964), Southern Justice (1965).   

## La règle d'oren  mosaïque
En 1981, la fondation Thanks giving Square a décidé de rendre hommage à ce tableau. Les Nations unies ont été considérées comme le lieu parfait pour exposer cette œuvre qui montre l’intérêt que Norman Rockwell  portait au monde. Une entreprise à Venise, en Italie a été sélectionnée pour son équipe de talentueux artistes afin de réaliser une mosaïque reprenant le tableau pour les Nations unies. Ces artistes de la scuola  Mosaïco Veneziano ont réalisé cette mosaïque à partir de palettes de couleurs afin de respecter l’œuvre initiale de Norman Rockwell le plus fidèlement possible. Ce travail a duré presque un an. C'est le président de la fondation Thanks Giving Square Peter Stewart qui a commandé cette œuvre. Les artistes Giovanni Cucco et Paolo Cassadoro ont eux-mêmes apporté la mosaïque à New York et l'ont installée dans les locaux des Nations-Unies en 1983. En 1985, à l’occasion du quarantième anniversaire de l'ONU, la première dame des États-Unis, Nancy Reagan, met à l'honneur cette mosaïque. 
En 2009, le mosaïque présentait des fissures qui menaçaient sa structure. Elle a donc été restaurée par l'équipe d'Héléne Gillette-Woodard du centre conservatoire d'art de Williamstown. En février 2014 l’œuvre a été réinstallée au troisième étage des Nations unies.     
En 2015, une exposition des œuvres de Norman Rockwell intitulée " Nous, les peuples : Les Nations Unies de Norman Rockwell"  a été organisée pour célébrer le 70e anniversaire de la création des Nations unies. Au cœur de celle-ci, se trouvait le dessin We the People et la célèbre mosaïque.   